# Klaus Franke

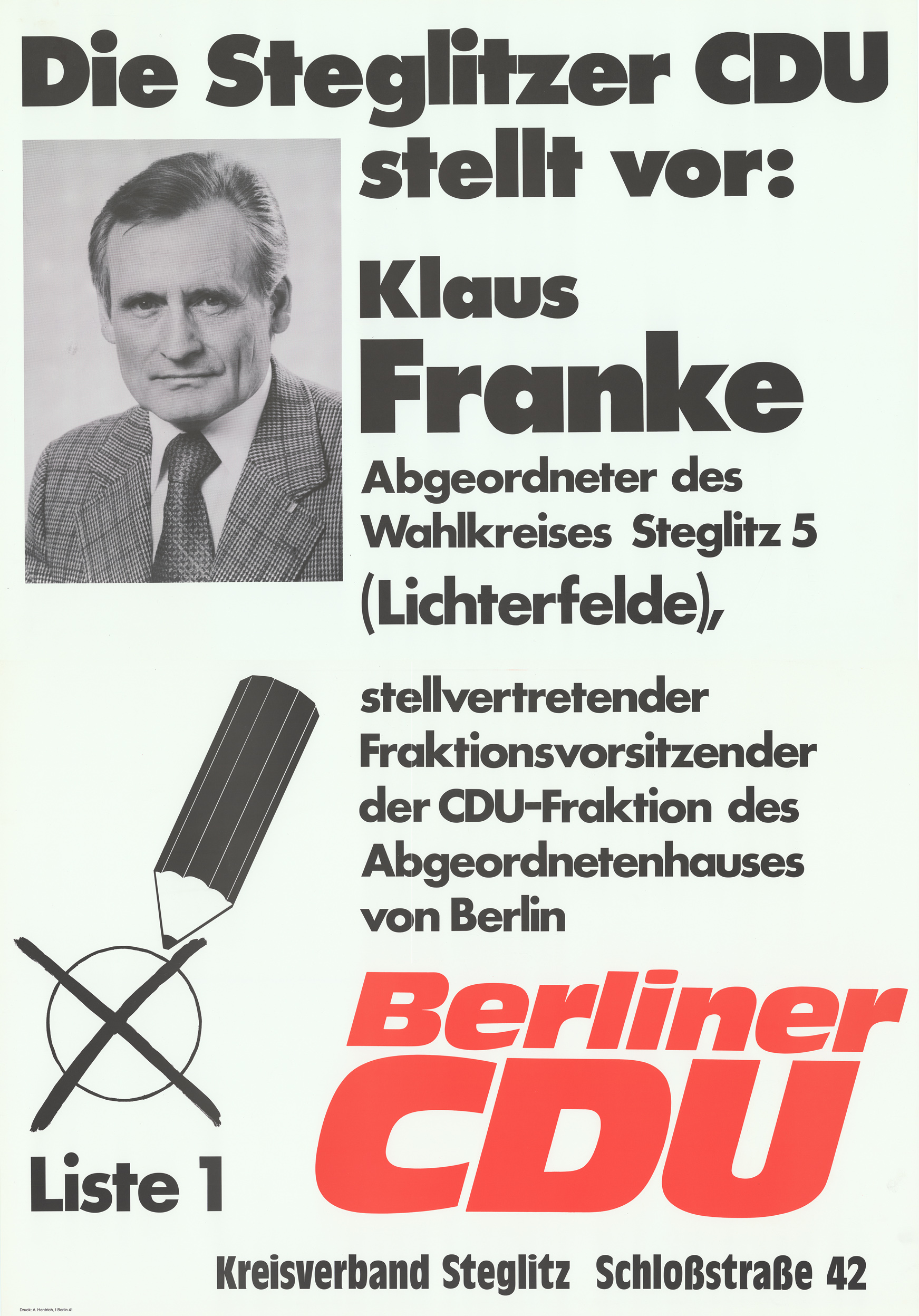
Kandidatenplakat zu den Abgeordnetenhauswahlen in West-Berlin 1979

Klaus Franke (* 11. April 1923 in Berlin; † 23. September 2017 in Potsdam) war ein deutscher Politiker (CDU).

## Leben und Beruf

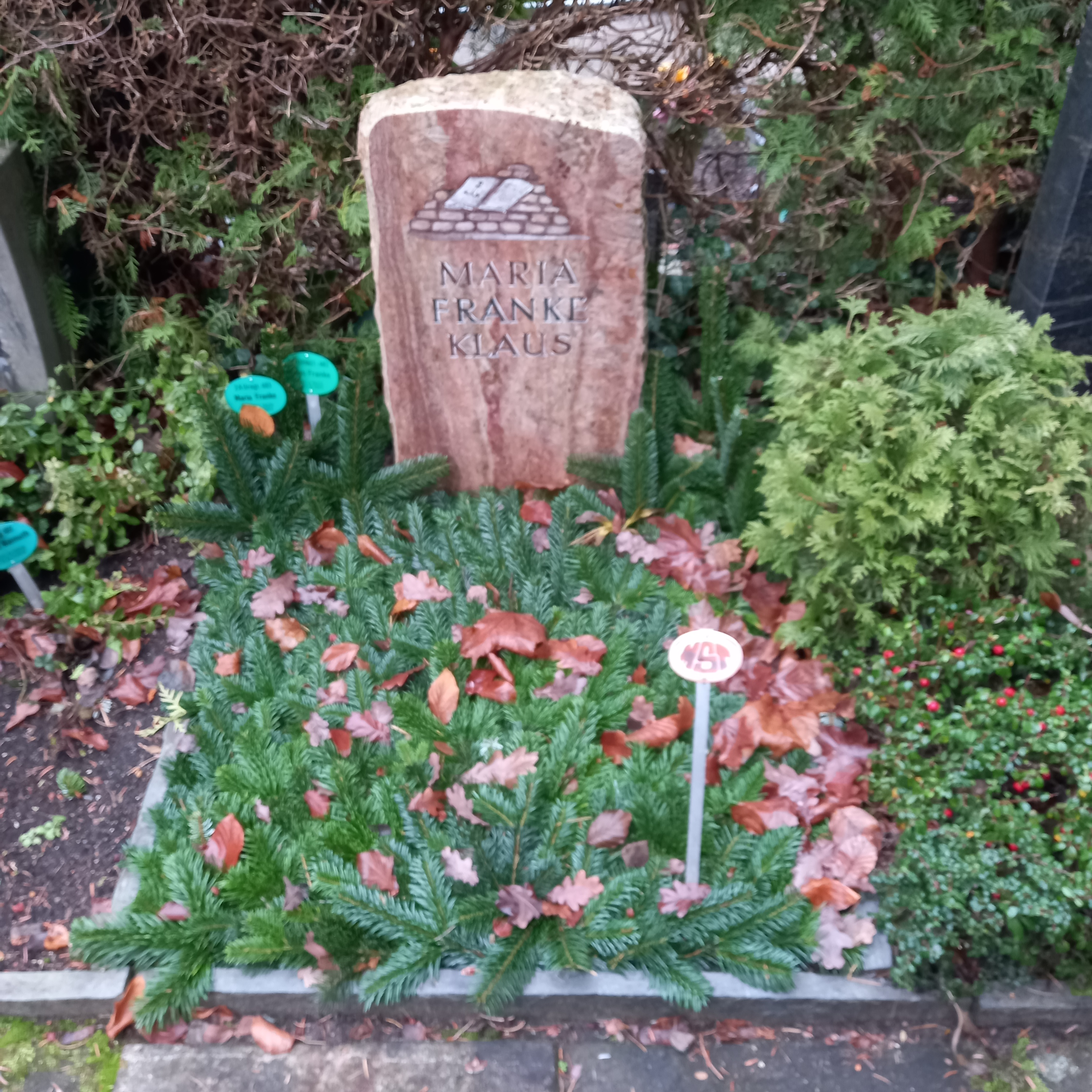
Das Grab von Klaus Franke und seiner Ehefrau Maria auf dem Parkfriedhof Lichterfelde

Nach dem Abitur 1941 am Realgymnasium in Berlin war Franke bis 1945 bei der Kriegsmarine zuletzt als Leutnant zur See auf einem U-Boot tätig. Nach kurzer Kriegsgefangenschaft arbeitete er bis 1956 für verschiedene US-amerikanische und britische Dienststellen in Berlin und Lüneburg. 
Von 1956 bis 1966 arbeitete Franke bei Dienststellen des Bundesministeriums des Innern, zuletzt als Fregattenkapitän der Reserve. Geschäftsführend war er ab 1966 tätig für die Firmen Berliner Absatz-Organisation, Mercuria Handelsvertretungs-GmbH sowie DEGEWO.
Neben seinem Beruf und der politischen Arbeit war er in mehreren Organisationen aktiv. Er war Vorstand des Verbandes der Berliner Wohnungsbaugenossenschaften und -gesellschaften e. V. und saß im Beirat der R+V Allgemeinen Versicherung AG für Schleswig-Holstein, Hamburg und Berlin sowie im Beirat der Deutschen Kredit- und Handelsbank.

## Politik
Seit 1955 war Franke Mitglied der CDU. Von 1958 bis 1964 war er Bezirksverordneter im Bezirk Steglitz und ab März 1964 Mitglied des Abgeordnetenhauses von Berlin. Als Senator für Bau- und Wohnungswesen wirkte er von 1983 bis 1986. In dieser Zeit wurde auch Franke mit dem Berliner Antes-Skandal in Verbindung gebracht. Im Abgeordnetenhaus hatte er auch die Funktion des stellvertretenden Präsidenten des Abgeordnetenhauses inne und war von Dezember 1990 bis November 1999 dort selbst Vorsitzender des Hauptausschusses des Abgeordnetenhauses. 1999 schied er aus dem Berliner Parlament aus.

## Ehrungen
- 1993: Großes Verdienstkreuz des Verdienstordens der Bundesrepublik Deutschland
- 2000: Stadtältester von Berlin
- 2011: Ehrenmitglied der USA 6941st Guard Battalion Kameradschaft e. V.